# Roggendorf (Meklemburgia-Pomorze Przednie)
Roggendorf – gmina w Niemczech, w kraju związkowym Meklemburgia-Pomorze Przednie, w powiecie Nordwestmecklenburg, wchodzi w skład Związku Gmin Gadebusch.